# Décembre 2008

## Faits marquants
- Visite du 14e dalaï-lama en Europe (République tchèque, à Bruxelles, le 6 décembre en Pologne)[1]

### Lundi8 décembre 2008
- Canada ( Québec) Québec : Jean Charest obtient un gouvernement majoritaire lors de l'élection générale.

### Vendredi12 décembre 2008
- Union européenne : Accord européen sur la crise, le climat et le traité de Lisbonne[2].

### 14 décembre
Sport 
- Catch : Armageddon (2008)

### Jeudi18 décembre 2008
- Rwanda : Le colonel Bagosora, cerveau du génocide des Tutsi au Rwanda, est condamné à la prison à vie par le Tribunal pénal international pour le Rwanda qui siège à Arusha, en Tanzanie. Le colonel annonce qu'il compte faire appel de cette décision.
- États-Unis : La ville de Las Vegas, dans le Nevada, a été entièrement recouverte par plus de 15 cm de neige.
- Nouvelle-Zélande : le meurtre de Mallory Manning.

### Jeudi25 décembre 2008
- Pakistan : le chef des talibans occupant la Vallée de Swat annonce l'interdiction de l'instruction pour les filles.